# (32678) 7566 P-L
7566 P-L (asteroide 32678) é um asteroide da cintura principal. Possui uma excentricidade de 0.07954140 e uma inclinação de 6.68032º.
Este asteroide foi descoberto no dia 17 de outubro de 1960 por Cornelis Johannes van Houten e Ingrid van Houten-Groeneveld e Tom Gehrels em Palomar.